# Bergens SK
Bergens SK, pełna nazwa Bergens Schakklub – norweski klub szachowy z siedzibą w Bergen.

## Historia
Klub został założony w 1902 roku, a jego założyciele wywodzili się z klubu Den Gode Hensigt (jednym z założycieli był Henrik Ameln). Pierwszym przewodniczącym był I.D. Irgens. Do I wojny światowej klub zachował zamknięty charakter, jednak po wojnie zwiększyła się liczba członków; w 1920 roku klub liczył 120 członków, a w 1924 roku – 350. Klub organizował symultany, w 1919 roku gościem był Rudolf Spielmann, a później m.in. Aron Nimzowitsch, Emanuel Lasker i Max Euwe. W 1920 roku rozegrano pierwszy mecz towarzyski z klubem z innego miasta – Schakklubben av 1911. W późniejszym okresie rozegrano spotkania m.in. z Oslo SS, Stavanger SK, Haugesund SK i mecz telefoniczny z Thorshavn SK. W połowie lat 20. w klubie funkcjonowała sekcja kobieca. W latach 30. klub był czołowym norweskim klubem szachowym, a jego członkami byli m.in. Oluf Kavlie-Jørgensen i Konrad Salbu.
W latach 90. klub kilkakrotnie zdobył mistrzostwo Norwegii. W sezonie 2006/2007 Bergens SK zajął drugie miejsce w Eliteserien, za Oslo SS. W latach 2009, 2011, 2012 i 2018 zespół zajął czwarte miejsce. W sezonie 2023/2024 klub spadł z ligi.